# Ernest Hébert

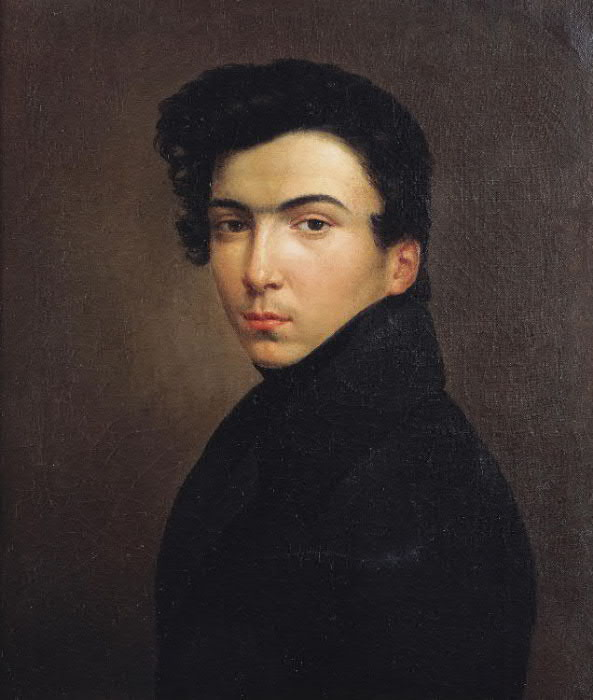
Ernest Hébert Selbstporträt mit 17 Jahren, 1834

Ernest Hébert (* 3. November 1817 in La Tronche bei Grenoble; † 5. November 1908 ebenda), vollständiger Name Antoine Auguste Ernest Hébert, war ein französischer Maler. Er widmete sich hauptsächlich der Landschafts- und der Genremalerei, schuf daneben aber auch einige Historiengemälde und Porträts.

## Leben

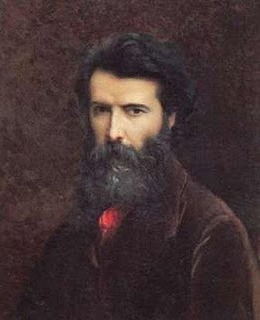
Selbstporträt, um 1860

Ernest Hébert, Sohn eines Notars aus Grenoble, kam im Jahr 1835 nach Paris, um Rechtswissenschaft zu studieren. Obgleich er gleichzeitig die Werkstätten des Bildhauers David d’Angers (1788–1856), später auch des Historienmalers Paul Delaroche (1797–1896) besuchte, eignete er sich seine künstlerische Fertigkeit größtenteils als Autodidakt an. Im Alter von 22 Jahren verzeichnete er mit seinem Gemälde Le Tasse en prison Erfolg im Pariser Salon. Die Académie des Beaux-Arts zeichnete ihn 1839 für die biblische Komposition Findung von Josephs Becher in Benjamins Sack mit dem Prix de Rome aus. Der Preis war mit einem Stipendium und einem längeren Studienaufenthalt in der Villa Medici in Rom verbunden, die den Stipendiaten von der damals unter der Leitung der akademischen Maler Jean-Auguste-Dominique Ingres (bis 1840) und Jean Victor Schnetz stehenden Académie de France à Rome zur Verfügung gestellt wurde.
Nach seiner Rückkehr wurde Hébert zum offiziellen Hofmaler von Napoléon III. ernannt. Einen triumphalen Erfolg erzielte er auf dem Pariser Salon von 1850/51 mit seinem wohl bekanntesten, Malaria betitelten Motiv, einem auf dem Tiber mit fieberkranken Männern und Frauen dahingleitenden Boot. Später setzte Hébert seine Studien in der Dresdener Galerie fort und festigte sich dadurch in seiner Richtung, wie Die Mädchen von Alvito und Die Fienarolen von San Germano beweisen.
Vom Ende des Jahres 1866 bis 1873 wurde er erstmals als Direktor an die Académie de France in Rom berufen. Nach seiner Aufnahme als Mitglied in das Institut de France im Jahr 1874 kehrte er von 1885 bis 1891 abermals als Direktor an die Académie de France in Rom zurück. Seit 1871 war er Mitglied der Académie royale des Sciences, des Lettres et des Beaux-Arts de Belgique (Classe des Beaux-Arts).
Ernest Hébert starb im Jahr 1908 kurz nach Vollendung seines 91. Lebensjahres in seinem Haus in La Tronche, in dessen Garten er seine letzte Ruhestätte fand.
Das Musée d’Orsay in Paris bewahrt mehrere Porträtfotos des Künstlers, darunter eines von Robert Jefferson Bingham aus der Zeit um 1870.

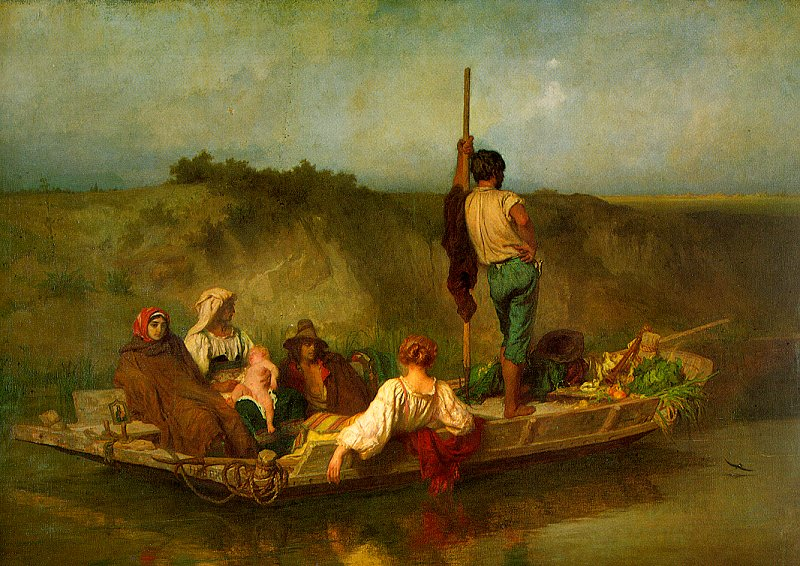
Ernest Hébert Malaria, (1848–49)

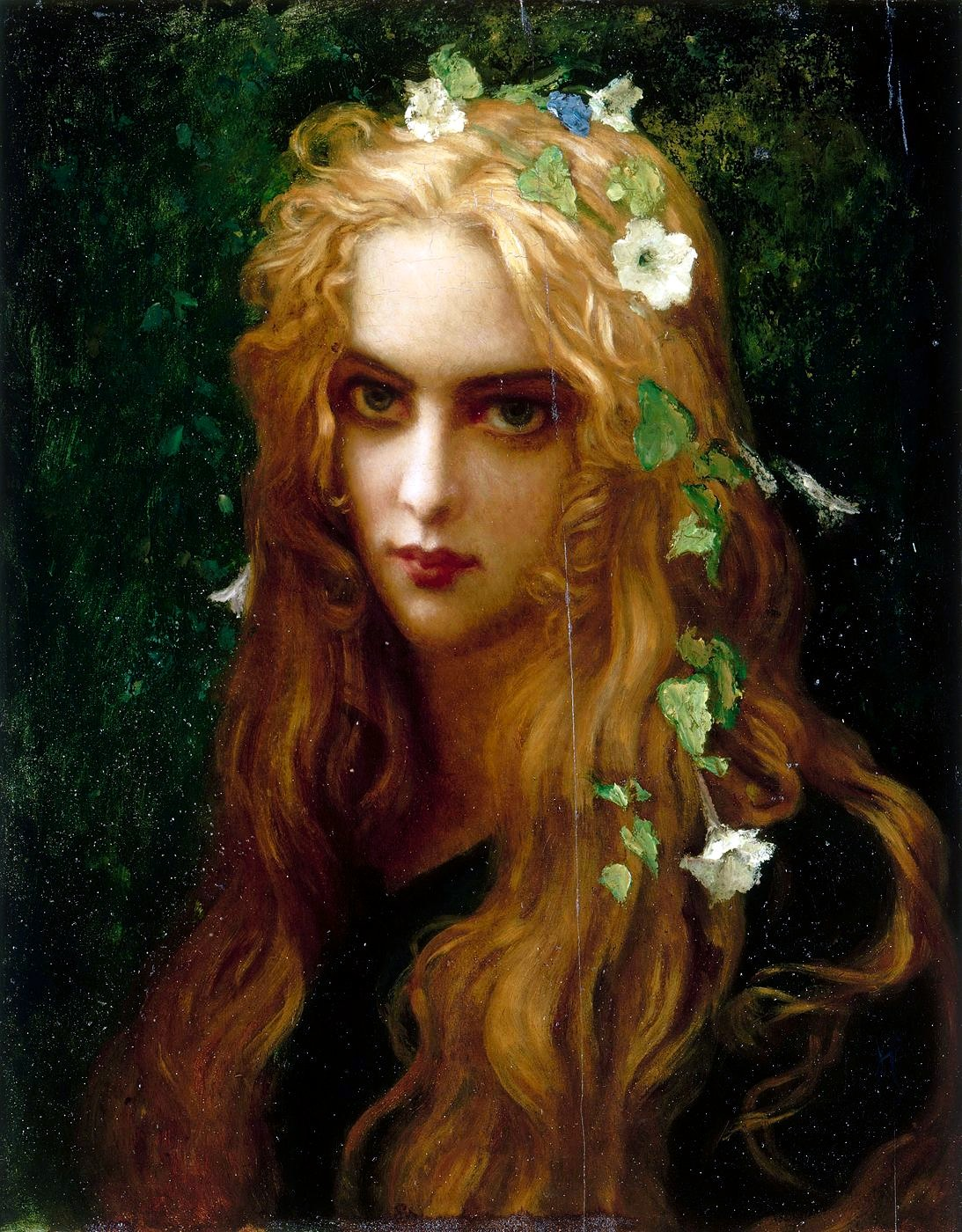
Ofelia

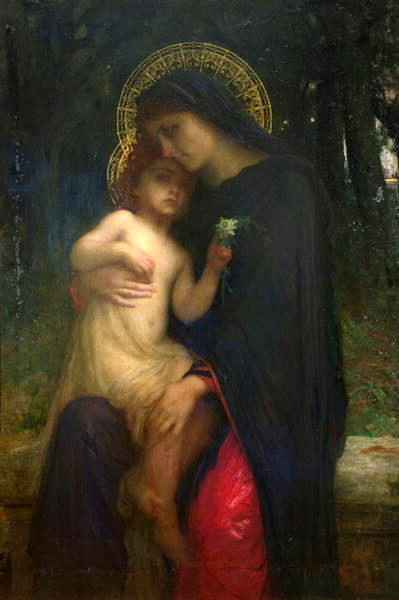
Laddolorata, um 1870

## Werk
Hébert kam 1840 zum ersten Mal nach Rom und verbrachte, mit Unterbrechungen, insgesamt fast dreißig Jahre seines Lebens in Italien, das zu seiner Wahlheimat wurde. Die Faszination, die dieses Land auf ihn ausübte, prägte sein Werk nachhaltig. Er schuf poetische, teilweise melancholische Landschaftsgemälde, in denen er das Licht über den Landstrichen in der Umgebung von Rom einfing, die Schroffheit der Berge von Cervara wiedergab oder die Atmosphäre der Pontinischen Sümpfe darstellte. In Genrestücken schilderte er das Leben und die Not des italienischen Volkes, insbesondere der Landbevölkerung, das bunte Treiben in den Straßen, und nicht zuletzt die Schönheit der italienischen Frauen. Für das Pariser Panthéon schuf er das Mosaik der Apsis. In seinen letzten Jahren wandte er sich der Porträtmalerei und religiösen Themen zu.
Ein großer Teil seines Werkes wird in Paris im Musée Hébert und in der ehemaligen Villa des Künstlers in La Tronche bewahrt.
Werkauswahl
- 1846: Danse orientale (Orientalischer Tanz), La Tronche, Musée Hébert
- 1848/49: Malaria, Paris, Musée d’Orsay
- um 1850: Portrait de l’artiste (Porträt des Künstlers oder Selbstporträt), Compiègne
- um 1850: Portrait de Madame Hébert, mère de l'artiste (Porträt von Madame Hébert, Mutter des Künstlers), Paris, Musée Hébert
- 1852: Voie romaine dans un paysage orageux, La Tronche, Musée Hébert
- um 1853: Baiser de Judas (Judaskuß), La Tronche, Musée Hébert
- um 1857: Les Fienaroles de San Germano, Paris, Musée Hébert
- 1858: Les Cervarolles (Die Frauen von Cervara), Brunnenszene (1859 im Pariser Salon ausgestellt), Paris, Musée d’Orsay
- 1867: Portrait de la princesse Christine Bonaparte (Porträt der Prinzessin Christine Bonaparte), La Tronche, Musée Hébert
- ???: La Pastorella (1869 ausgestellt)
- ???: La Lavandara (1869 ausgestellt)
- 1871: Portraît de Monallucia, Paris, Musée Hébert
- 1872: Vierge de la Délivrance, La Tronche, Musée Hébert
- vor 1873: Portrait de Napoléon III., La Tronche, Musée Hébert
- 1875/84: Wandmosaik, Paris, Panthéon
- 1880: La Musique (Die Musik), Paris, Musée du Petit Palais
- 1883: Petit Savoyard endormi, Paris, Musée Hébert
- um 1883: Petit Violoneux endormi, Paris, Musée Hébert
- 1892: Portrait de la baronne Eléonore d’Uckermann (Porträt der Baronin Eléonore d'Uckermann), Paris, Musée Hébert
- um 1895: Le sommeil de l’enfant Jésus (Der Schlaf des Jesuskindes), Paris, Musée Hébert
- 1897: La Marquise de Modène, Paris, Musée d’Orsay
- 1899: Portrait de la baronne de Laduye (Porträt der Baronin von Laduye), La Tronche, Musée Hébert
- 1905: Portrait de Lily Schneider, comtesse de Ganay (Porträt der Lily Schneider, Gräfin von Ganay), La Tronche, Musée Hébert